# Latarnia morska Peninnis
Latarnia morska Peninnis – latarnia morska położona na przylądku Peninnis Head, najdalej na południe wysuniętym punkcie wyspy St Mary’s Scilly. Położona jest na około 1.5 kilometra na południe od Hugh Town. W 1992 roku latarnia została wpisana na listę zabytków English Heritage.
Zbudowana została przez Trinity House w 1911 roku w celu zastąpienia zbudowanej w 1680 roku  latarni morskiej na wyspie St. Agnes. Wieża jest konstrukcji stalowej szkieletowej, z dolną częścią bez pokrycia. Z latarnią sąsiaduje niewielki betonowy budynek, który mieścił zbiorniki z paliwem.
Latarnia rozpoczęła pracę w 1911 roku. W 1992 roku została zelektryfikowana.
Zasięg światła białego wynosi 9 Mm, wysyłany sygnał to 1 biały błysk co 20 sekund. Obecnie stacja jest monitorowana z Trinity House Operations & Planning Centre w Harwich.